# Arne Nyberg
Arne Nyberg (ur. 20 czerwca 1913 w Säffle, zm. 12 sierpnia 1970) – szwedzki piłkarz grający na pozycji napastnika.
Większą część kariery związany z IFK Göteborg. Dwukrotny mistrz Allsvenskan w roku 1935 i 1942 oraz wicemistrz w roku 1940. Uczestnik mistrzostw świata 1938, podczas których strzelił trzy bramki – Kubie, Węgrom w półfinale oraz Brazylii w przegranym meczu o III miejsce. Jego syn – Ralph – także grał dla IFK Göteborg i zdobył z tym zespołem mistrzostwo Allsvenskan w sezonie 1957/58.